# Washington Redskins 1981
La stagione 1981 dei Washington Redskins è stata la 50ª della franchigia nella National Football League e la 45ª a Washington. Sotto la direzione del capo-allenatore Joe Gibbs la squadra ebbe un record di 8-8, classificandosi quarta nella NFC East e mancando l'accesso ai playoff per il quinto anno consecutivo. 

## Scelte nel Draft 1981
| Scelte dei Redskins nel Draft 1981 |        |               |                  |                      |
| Giro                               | Scelta | Giocatore     | Ruolo            | College              |
| 1                                  | 20     | Mark May      | Guard            | Pittsburgh           |
| 3                                  | 69     | Russ Grimm    | Guard            | Pittsburgh           |
| 4                                  | 90     | Tom Flick     | Quarterback      | Washington           |
| 5                                  | 119    | Dexter Manley | Defensive end    | Oklahoma State       |
| 5                                  | 132    | Gary Sayre    | Guard            | Cameron              |
| 6                                  | 148    | Larry Kubin   | Linebacker       | Penn State           |
| 8                                  | 201    | Charlie Brown | Wide receiver    | South Carolina State |
| 9                                  | 231    | Darryl Grant  | Guard            | Rice                 |
| 10                                 | 257    | Phil Kessel   | Quarterback      | Northern Michigan    |
| 10                                 | 267    | Allan Kennedy | Offensive tackle | Washington State     |
| 11                                 | 284    | Jerry Hill    | Wide receiver    | North Alabama        |
| 12                                 | 314    | Clint Didier  | Tight end        | Portland State       |

## Roster
| Roster dei Washington Redskins nel 1981 |
| --- |
| Quarterback - 12 Tom Flick - 15 Mike Rae - 7 Joe Theismann Running Back - 35 Rickey Claitt - 30 Nick Giaquinto - 38 Clarence Harmon - 40 Wilbur Jackson - 26 Terry Metcalf - 44 John Riggins - 25 Joe Washington - 39 Otis Wonsley Wide Receiver - 89 Alvin Garrett - 81 Art Monk - 80 Virgil Seay - 83 Ricky Thompson Tight End - 82 Rich Caster - 84 Greg McCrary - 91 Bob Raba - 88 Rick Walker - 85 Don Warren Offensive Linemen - 53 Jeff Bostic C - 68 Russ Grimm G - 61 Melvin Jones G - 66 Joe Jacoby T - 73 Mark May T - 64 Ron Saul G - 76 Jerry Scanlan T - 74 George Starke T Defensive Linemen - 79 Coy Bacon DE - 69 Perry Brooks DT - 65 Dave Butz DT - 75 Mike Clark - 77 Darryl Grant - 78 Dallas Hickman DE - 71 Karl Lorch DE - 72 Dexter Manley DE - 76 Mat Mendenhall DE - 79 Pat Ogrin - 99 Wilbur Young DE Linebacker - 51 Monte Coleman OLB - 54 Pete Cronan - 59 Brad Dusek OLB - 58 Dave Graf - 55 Mel Kaufman OLB - 56 Quentin Lowry - 57 Rich Milot MLB - 52 Neal Olkewicz MLB - 54 Kevin Turner - 58 Charlie Weaver Defensive Back - 28 Trent Bryant - 28 Cris Crissy - 22 Curtis Jordan - 20 Joe Lavender CB - 46 LeCharls McDaniel - 29 Mark Murphy FS - 21 Mike Nelms FS/KR/PR - 24 Lemar Parrish CB - 23 Tony Peters SS - 45 Jeris White CB Special Team - 10 Mike Connell P - 3 Mark Moseley K Lista delle riserve - 86 Clint Didier TE (IR) |
| Legenda - I rookie sono in corsivo. - Il primo ruolo è il principale mentre gli eventuali successivi indicano i ruoli secondari. - (IR) sta per Injured Reserve ed indica la lista ristretta per un solo giocatore infortunato che può tornare ad allenarsi dopo la settimana 6 e a rientrare in prima squadra dopo che questa ha giocato 8 partite. - (NF-Inj.) / (NF-Ill.) stanno rispettivamente per Non-Football Injured e Non-Football Illness ed indicano le liste dove viene inserito un giocatore che ha un infortunio o una malattia non dipendente dal football americano. - (PUP) sta per Physically Unable to Perform ed indica la lista dove viene inserito un giocatore mentre è in attesa di recuperare la condizione fisica. Nella stagione regolare dopo la sesta partita giocata dalla propria squadra, il giocatore ha tempo tre settimane per riprendere ad allenarsi, più tre settimane aggiuntive dal suo rientro agli allenamenti per rientrare in prima squadra. |

## Calendario
| Stagione regolare |              |                        |               |        |                        |          |         |
| Turno             | Data         | Avversario             | Risultato     | Record | Stadio                 | Pubblico | Sintesi |
| 1                 | 6 settembre  | Dallas Cowboys         | S 10–26       | 0–1    | RFK Stadium            | 55,045   | Recap   |
| 2                 | 13 settembre | New York Giants        | S 7–17        | 0–2    | RFK Stadium            | 53,343   | Recap   |
| 3                 | 20 settembre | at St. Louis Cardinals | S 30–40       | 0–3    | Busch Memorial Stadium | 47,592   | Recap   |
| 4                 | 27 settembre | at Philadelphia Eagles | S 13–36       | 0–4    | Veterans Stadium       | 70,664   | Recap   |
| 5                 | 4 ottobre    | San Francisco 49ers    | S 17–30       | 0–5    | RFK Stadium            | 51,843   | Recap   |
| 6                 | 11 ottobre   | at Chicago Bears       | V 24–7        | 1–5    | Soldier Field          | 57,683   | Recap   |
| 7                 | 18 ottobre   | at Miami Dolphins      | S 10–13       | 1–6    | Miami Orange Bowl      | 47,367   | Recap   |
| 8                 | 25 ottobre   | New England Patriots   | V 24–22       | 2–6    | RFK Stadium            | 50,394   | Recap   |
| 9                 | 1º novembre  | St. Louis Cardinals    | V 42–21       | 3–6    | RFK Stadium            | 50,643   | Recap   |
| 10                | 8 novembre   | Detroit Lions          | V 33–31       | 4–6    | RFK Stadium            | 52,096   | Recap   |
| 11                | 15 novembre  | at New York Giants     | V 30–27 (dts) | 5–6    | Giants Stadium         | 63,133   | Recap   |
| 12                | 22 novembre  | at Dallas Cowboys      | S 10–24       | 5–7    | Texas Stadium          | 64,587   | Recap   |
| 13                | 29 novembre  | at Buffalo Bills       | S 14–21       | 5–8    | Rich Stadium           | 59,624   | Recap   |
| 14                | 6 dicembre   | Philadelphia Eagles    | V 15–13       | 6–8    | RFK Stadium            | 52,206   | Recap   |
| 15                | 13 dicembre  | Baltimore Colts        | V 38–14       | 7–8    | RFK Stadium            | 46,706   | Recap   |
| 16                | 20 dicembre  | at Los Angeles Rams    | V 30–7        | 8–8    | Anaheim Stadium        | 52,224   | Recap   |

Nota: gli avversari della propria division sono in grassetto.

## Classifiche
| NFC East               |    |   |   |      |     |      |     |     |     |
|                        | V  | S | P | %    | DIV | CONF | PF  | PS  | STR |
| Dallas Cowboys(2)      | 12 | 4 | 0 | .750 | 6–2 | 8–4  | 367 | 277 | S1  |
| Philadelphia Eagles(4) | 10 | 6 | 0 | .625 | 4–4 | 7–5  | 368 | 221 | V1  |
| New York Giants(5)     | 9  | 7 | 0 | .563 | 5–3 | 8–6  | 295 | 257 | V3  |
| Washington Redskins    | 8  | 8 | 0 | .500 | 3–5 | 6–6  | 347 | 349 | V3  |
| St. Louis Cardinals    | 7  | 9 | 0 | .438 | 2–6 | 4–8  | 315 | 408 | S2  |